# ألبرشت موسر
ألبرشت موسر هو عداء مسافات طويلة سويسري، ولد في 18 يناير 1945.

## وصلات خارجية
- ألبرشت موسر على موقع الاتحاد الدولي لألعاب القوى (الإنجليزية)
- ألبرشت موسر على موقع رابطة إحصائيات سباق الطريق (الإنجليزية)
- ألبرشت موسر على موقع الرابطة الدولية لركض المسار (الإنجليزية)
- ألبرشت موسر على موقع اللجنة الأولمبية الدولية (الإنجليزية)
- ألبرشت موسر على موقع أوليمبيديا (الإنجليزية)